# Matteo Di Serafino
Matteo Di Serafino, né le 27 août 1986, est un coureur cycliste italien.

## Palmarès
- 2008
  - 2e du Grand Prix de la ville de Montegranaro
  - 2e de la Coppa San Sabino
- 2009
  - Gran Premio San Flaviano
  - 3e du Trofeo Maria Santissima delle Grazie
- 2010
  - Grand Prix de la ville d'Empoli
  - Gran Premio Città di Saltino Vallombrosa
  - 3e de la Coppa Bologna
  - 3e du Grand Prix Valdaso
- 2011
  - Classica di Colbuccaro
  - 3e de la Coppa Guinigi
- 2012
  -  Champion d'Italie élites sans contrat
  - 2e de la Classica di Colbuccaro
  - 3e du Tour du Pratomagno
  - 3e du Mémorial Matricardi Ippolito

## Classements mondiaux
| Année           | 2009   | 2010 | 2011 | 2012 | 2013   |
| --------------- | ------ | ---- | ---- | ---- | ------ |
| UCI Europe Tour | 1 201e | 695e |      | 679e | 1 021e |